# 杨钰尼
杨钰尼（1996年—），女，哈尼族，云南红河人，中华人民共和国政治人物。现任红河县钰尼文化艺术传承中心校长。第十四届全国政协委员。